# Gabriel Tamaș
Gabriel Sebastian Tamaș (Brassó, 1983. november 9. –) román válogatott labdarúgó, az MK Hapóél Haifa játékosa. Posztját tekintve középső védő.

## Pályafutása

### Klubcsapatokban
Pályafutását alacsonyabb osztályú román csapatokban kezdte. 2002 nyarán került a Dinamo București csapatához, ahol egy idényt töltött, mielőtt a török Galatasaray szerződtette. Itt szintén egy évig maradt, ezután a Szpartak Moszkvához igazolt, de első szezonjában a Dinamo Bucureștinél szerepelt kölcsönben. 2006 januárjában tért vissza a Szpartakhoz, de még ez év nyarán ismét klubot váltott. Következő csapata a spanyol Celta Vigo lett. A 2007–2008-as szezonban a francia Auxerre együttesénél játszott és a következő bajnokságot is itt kezdte, azonban 2009 februárjában a tartalék csapatba küldték, mivel ittas állapotban ment edzésre. Ezután nem sokkal később kölcsönadták a Dinamo Bucureștinek, ahol megkapta a csapatkapitányi karszalagot.
2010 januárjában az angol West Bromwich Albionhoz csatlakozott, ahová a szezon végéig kölcsönbe érkezett. A WBA-ban január 8-án egy Nottingham Forest elleni 1–3-as vereséggel végződő mérkőzésen mutatkozott be, első gólját pedig március 27-én a Reading ellen szerezte.
2010. május 19-én három évre írt alá. 2011. szeptember 11-én egy Norwich City elleni találkozón nagy felzúdulást keltett, amikor lekönyökölte James Vaughant, a játékvezető azonban nem ítélt semmit.
A sors fintora, hogy 2013. május 8-án Tamaş ismét érdekelt volt egy hasonló incidensben, azonban ekkor ő húzta a rövidebbet, miután a Manchester City szerb védője, Aleksandar Kolarov fejbe rúgta, de az ítélet ezúttal is elmaradt.
2013 májusában egy bukaresti társasház bejárati ajtajánál randalírozott részegen és miután a takarítónő nem nyitotta ki neki az ajtót, nagy nehezen, de berúgta. Az eseményről videó felvétel is készült, amin látszott, hogy miután bejutott a lépcsőházba az első emeletig jutott, ott viszont kifeküdt. Ebben a helyzetben találtak rá a rendőrök, akik bilincsben elvitték a helyszínről és még aznap délután kihallgatták. Őrjöngésének következtében összesen mintegy 3000 eurós kárt okozott a társasháznak, ő pedig 30 napig nem hagyhatta el Romániát, miután ügyészségi eljárás volt ellene garázdaság, csendháborítás és rongálás miatt. Egyesek úgy gondolták, hogy akár a pályafutásának is véget vethet ez az incidens, de a szövetségi kapitány Victor Piţurcă a balhéi ellenére is igényt tart a szolgálataira, aki szerint a történtek jellemzőek Gabriel Tamaşra. Hozzátette, ennek ellenére nem hoz fegyelmi intézkedéseket ellene, mert az eset a játékos szabadidejében történt.

### Válogatottban
A román válogatottban 2003. február 12-én egy Szlovákia elleni barátságos mérkőzésen mutatkozott be. Ő volt a román U21-es válogatottnak a csapatkapitánya, amikor a 2006-os U21-es Eb selejtezőjében harmadik helyen végeztek a selejtezőcsoportjukban.
A 2008-as Eb selejtezőiben Dorin Goian és ő alkották a válogatott belső védelmét. A jó szereplés következtében kijutottak az Eb-re és a nemzeti csapat tagjaként részt vett a 2008-as Európa-bajnokságon.
2011. augusztus 11-én válogatottbeli csapattársával Adrian Mutuval egyetemben kirakták őket a nemzeti csapat keretéből, mivel egy nappal korábban látták, hogy italoztak egy bárban, közben pedig a San Marinó elleni barátságos mérkőzésen kellett volna jelen lenniük.
2012 márciusában kijelentette, hogy a továbbiakban nem kíván a román válogatottban játszani. Indoklása szerint túl sok egyéni érdek és rossz indulat keresztezi egymást a román futballban. Mindezek ellenére mégsem mondta le a válogatottságot.

#### Válogatottban szerzett góljai
| # | Dátum             | Helyszín                            | Ellenfél  | Eredmény | Végeredmény | Kiírás               |
| - | ----------------- | ----------------------------------- | --------- | -------- | ----------- | -------------------- |
| 1 | 2007. június 2.   | Arena Petrol, Celje, Szlovénia      | Szlovénia | 0–1      | 1–2         | 2008-as Eb-selejtező |
| 2 | 2007. november 1. | Naţional Stadium, Bukarest, Románia | Albánia   | 2–0      | 6–1         | 2008-as Eb-selejtező |
| 3 | 2010. május 29.   | Ukraina Stadium, Lviv, Ukrajna      | Ukrajna   | 1–1      | 3–2         | Barátságos           |